# The Greater Power (film 1915)
The Greater Power è un cortometraggio muto del 1915. Il nome del regista non viene riportato nei credit del film che aveva come interpreti Fritzi Brunette (nel doppio ruolo di due gemelle), Edward Alexander, Jack Prescott e Florine Garland.

## Trama
A un giovane medico, stressato dal troppo lavoro, viene ordinato di prendersi una vacanza. Si reca così in un villaggio di pescatori. Trovandosi un giorno in una situazione pericolosa, privo di sensi, viene salvato dalla figlia del guardiano del faro. Quando rinviene, il giovane non ricorda più niente. I suoi salvatori, la ragazza e suo padre, vivono nel ricordo della gemella di lei, che si suppone sia annegata da bambina, ma che in realtà vive insieme al capo di una tribù di zingari. L'uomo si è separato dalla sua gente e vive nella stessa città del medico facendo il chiromante. La ragazza, Zara, ha studiato le arti magiche, dimostrandosi una brava allieva in possesso di poteri ipnotici. Intanto il dottore e la figlia del guardiano si fidanzano. Ma quando lui recupera la memoria, torna in città, dimenticando tutto il periodo vissuto al villaggio in riva al mare. Incontra Zara che si innamora di lui. Gelosa però del suo passato, la ragazza lo ipnotizza per scoprire cosa gli è accaduto: viene così a sapere dell'esistenza dell'altra donna e della storia del guardiano del faro. Una vecchia zingara rivelerà poi la vera identità di Zara: il medico tornerà alla ragazza che aveva lasciato, mentre Zara ritroverà il vecchio padre che non l'ha mai dimenticata.

## Produzione
Il film fu prodotto dalla Santa Barbara Films.

## Distribuzione
Distribuito dalla Kriterion Film Corp., il film - un cortometraggio in due bobine - uscì nelle sale statunitensi il 23 marzo 1915.